# Caricea japonica
Caricea japonica är en tvåvingeart som beskrevs av Shinonaga 2003. Caricea japonica ingår i släktet Caricea och familjen husflugor. Inga underarter finns listade i Catalogue of Life.